# Zhang Yanmei
Zhang Yanmei (chiń. 张艳梅; ur. 26 grudnia 1972 w Shulan) – chińska łyżwiarka szybka specjalizująca się w short tracku, srebrna medalistka igrzysk olimpijskich, multimedalistka mistrzostw świata.
W 1988 roku wzięła udział w konkurencjach pokazowych w short tracku podczas igrzysk olimpijskich w Calgary. W zawodach tych zajęła 4. miejsce w sztafecie, 13. miejsce w biegu na 500 m i 14. miejsce w biegach na 1000 i 1500 m.
Dwukrotnie wystartowała w zawodach olimpijskich. Podczas igrzysk w Albertville w 1992 roku wzięła udział w dwóch konkurencjach – zajęła ósme miejsce w biegu sztafetowym, a w biegu na 500 m została zdyskwalifikowana w rundzie kwalifikacyjnej. Dwa lata później na igrzyskach w Lillehammer zaprezentowała się w trzech konkurencjach – zdobyła srebrny medal olimpijski w biegu na 500 m (w półfinale poprawiła rekord olimpijski wynikiem 46,01 s), ponadto zajęła czwarte miejsce w biegu na 1000 m i ósme w sztafecie. 
W latach 1988–1995 zdobyła pięć medali mistrzostw świata (jeden złoty, jeden srebrny i trzy brązowe), w latach 1991–1995 dwa srebrne medale drużynowych mistrzostw świata, a w 1990 roku cztery medale igrzysk azjatyckich w Sapporo (dwa złote i dwa srebrne).